# Естонська Вікіпедія
Естонська Вікіпедія (ест. Eestikeelne Vikipeedia)— розділ Вікіпедії естонською мовою. Започаткована 24 липня 2002 року. Наразі це 46 найбільша Вікіпедія, знаходячись між мінакбауською і білоруською Вікіпедіями.
Естонська Вікіпедія станом на 24 березня 2025 року містить 251 512 статей, 203 487 зареєстрованих користувачів, 596 активних дописувачів, 34 адміністраторів
. Загальна кількість сторінок в естонській Вікіпедії — 591 319, редагувань — 6 831 717, завантажених файлів — 702
. Глибина (рівень розвитку мовного розділу) естонської Вікіпедії мала і становить 21.1 пунктів
. 

## Історія
- 15 травня 2005 — 10 000
- 4 червня 2005 — 50 000
- 15 грудня 2009 — 70 000
- 25 серпня 2012 — 100 000
- 6 січня 2013 — 105 000
- 22 квітня 2013 — 110 000
- 23 січня 2014 — 120 000
- 5 жовтня 2016 — 150 000
- 24 серпня 2018 — 180 000
- 12 серпня 2019 — 200 000